# Bythiospeum alpinum
Bythiospeum alpinum е вид коремоного от семейство Hydrobiidae. Видът е почти застрашен от изчезване.

## Разпространение
Разпространен е в Швейцария.